# ثقافي طولكرم
ثقافي طولكرم هو نادي رياضي فلسطيني، تأسس في مدينة طولكرم بالضفة الغربية في الثلاثينات من القرن العشرين، واستمر في نشاطاته حتى الخمسينيات من نفس القرن؛ حيث توقفت النشاطات لأسباب عدة أهمها الظروف السياسية السائدة تلك الفترة. ونظراً للحاجة الملحة لاستيعاب النشاطات الشبابية المختلفة فقد أعيد تأسيس النادي في العام 1970 على يد «زهدي شريم» والطبيب المسيحي «خالد الدرزي» وكلاهما من مدينة طولكرم.

## التأسيس الرسمي
في عام 1970، قام «زهدي شريم» برفقة الطبيب المسيحي «خالد الدرزي» وكلاهما من مدينة طولكرم بتأسيس النادي رسمياً، ولكن بسبب الممارسات الإسرائيلية لم يتمكن النادي من ممارسة نشاطاته حتى العام 1976 حيث تشكل أول مجلس إدارة للنادي، بعضوية كل من: الطبيب «خالد الدرزي»، و«زهدي شريم»، ومدير التربية والتعليم في لواء طولكرم آنذاك «فريد البركة»، و«سليم الناشف»، وآخرين.

## مقر النادي
في عام 1982 تم بناء مقر جديد للنادي يضم ملاعب وقاعات متعددة. وفي عام 2003 تم إضافة طابق جديد بدعم من جمعية الشبان المسيحية.

## الموقع
يقع مقر نادي طولكرم الثقافي في مدينة طولكرم، وتحديداً بجانب «ملعب جمال غانم» في المدينة.

## الملعب البيتي
يلعب نادي ثقافي طولكرم على «ملعب جمال غانم» وهو أحد ملاعب بلدية طولكرم.

## اللقب
يلقب نادي ثقافي طولكرم بين الجماهير الفلسطينية بلقب «العنابي».

## فريق كرة القدم
ينافس حاليًا فريق كرة القدم في دوري المحترفين في الضفة الغربية وكأس فلسطين وكأس أبو عمار، ويضم الفريق عددًا من لاعبي المحافظة والمحافظات الأخرى وعدد من لاعبي الداخل عرب 48.

## أهداف النادي
- ممارسة النشاطات الرياضية للألعاب الجماعية (كرة القدم- اليد - السلة)، والألعاب الفردية (كرة طاولة)، وألعاب القوى، وألعاب الدفاع عن النفس وبناء الأجسام، والفروسية، والشطرنج.
- ممارسة النشاطات الاجتماعية والثقافية والفنية والكشفية.

## الفئة المستهدفة
تستهدف نشاطات النادي جميع الفئات العمرية-الأطفال، الطلائع، الشباب، الرجال.(الذكور) الأطفال والطلائع حتى سن 17 سنة (الإناث).

## الهيئة العامة
يبلغ عدد أعضاء الهيئة العامة حتى 1/12/2006 حوالي 800 عضو عامل إما أعضاء الهيئة الإدارية فعددهم تسعة يتم انتخابهم بشكل دوري كل عامين وأخر انتخابات تمت في 2011 م. النادي عضوا في (10) اتحادات رياضية هي كرة القدم- كرة السلة- كرة اليد – الطاولة - التايكندو - الكاراتيه - رفع الاثقال - بناء الاجسام - العاب القوى - الفروسية.

## المؤسسات التي تعاون معها النادي
أولا: على المستوى المحلي:
للنادي علاقات وثيقة وفاعله مع جميع مؤسسات المدينة والمحافظة سواء كانت حكومية أو أهلية-ويأتي في مقدمة هذه المؤسسات بلدية طولكرم-الغرفة التجارية-الهلال الأحمر-جمعية أصدقاء المريض-جمعية القران والسنه-النقابات المهنية المختلفة –الاتحادات ولجانه المختلفة.
ثانيا: على مستوى المؤسسات الخارجية:
- مؤسسة CESVI الإيطالية العام 2002/2003 صيانة مباني النادي ورعاية العديد من النشاطات الرياضية.
- جمعية الشباب المسحية بناء طابق ثاني العام 2003 ومشروع للطلائع دعم نشاطات ما بعد المدرسة ولمدة ستة أشهر.
- منظمة اليونيسيف العام 2004/2005 مشروع برنامج أندية صديقة للطلائع تشمل نشاطات رياضية –بيئية –ثقافية –مهارات حياتية وغيرها +مخيم صيفي.
- منظمة الحق في اللعب دعم ورعاية مخيمين صيفين رياضيين أحداهما لكرة اليد والأخر لكرة القدم.
- اللجنة الوطنية للمخيمات الصيفية ودعم وإشراف على مخيمات صيفية.
- مؤسسة إنقاذ الطفل ودعم مخيم صيفي (دعم نفسي)2005.
- منظمة اليونيسيف برنامج خلق أماكن صديقة للطلائع 2006/2007 يشمل نشاطات متنوعة (رياضية- ثقافية-مكتبية-دروس تقوية- موسيقى – مهارات حياتية- حاسوب).
- منتدى شارك الشابي خلق فرص عمل وتدريب للخرجين الشباب 2006/2007.
- شركة التنمية الفلسطينية دعم ورعاية فرقة كشفية نهاية 2006/2007.
- مؤسسة خطوات لرعاية المواهب الرياضية 2007.

## إنجازات النادي
- فريق كرة القدم: فاز النادي ببطولة كأس فلسطين مرتين الأولى عام 1987، والثانية عام 1997، كما حصل الفريق على وصافة الدوري للعام 1987،[7] وبطولة الدرع للعام 1999، والعديد من البطولات.

- فريق كرة اليد: حصل النادي على بطولة كأس فلسطين لجميع البطولات التي نظمتها رابطة الأندية الرياضية منذ العام 1983، وبطولات كأس فلسطين منذ قدوم السلطة 1994 حتى الآن.

- فريق كرة السلة: يعد من فرق أندية الدرجة الممتازة.